# Monareczka kapturowa
Monareczka kapturowa, monarka kapturowa (Symposiachrus manadensis) – gatunek małego ptaka z rodziny monarek (Monarchidae). Występuje na Nowej Gwinei. Jego naturalnym środowiskiem są subtropikalne lub tropikalne wilgotne lasy nizinne. Nie jest zagrożony wyginięciem.

## Taksonomia
Monareczka kapturowa została opisana przez francuskich zoologów Jeana Quoya i Josepha Gaimarda w 1832 roku na podstawie okazu, który błędnie uważali za odłowiony w Manado na wyspie Celebes. Nadali oni gatunkowi binominalną nazwę Muscicapa manadensis. W 1941 roku miejsce typowe tego gatunku zostało przemianowane na Manokwari na Nowej Gwinei.
Ptak został pierwotnie zaliczony do rodzaju Muscicapa, a następnie umieszczony w Monarcha, aż do przeniesienia do Symposiachrus w roku 2009. Nie wyróżnia się podgatunków.

## Morfologia
Brak dymorfizmu płciowego. Czarna górna część ciała i pierś, biały brzuch, szarawy dziób, dość długi ogon i zarys gęstego czuba. Podobny do samców muszarki bladej i czarno-białej, ale monareczka kapturowa występuje raczej w głębi lasu niż na bardziej otwartych terenach, a biały spód ciała sięga do boków piersi.
Długość ciała 15–16,5 cm.

## Występowanie
Monareczka kapturowa występuje na Nowej Gwinei, zarówno w części należącej do Indonezji, jak i do Papui-Nowej Gwinei. Zamieszkuje lasy nizinne i podgórskie. Spotykana przeważnie do około 375 m n.p.m., lokalnie do 1200 m n.p.m. Ptak ten nie migruje. Zasięg występowania (EOO – Extent of occurence) obejmuje teren 950 tys. km².

## Ekologia
Często spotykany w parach lub mieszanych stadach w zaroślach, gdzie trudno go dostrzec. Dieta gatunku nie została dobrze poznana; wiadomo, że zjada głównie drobne bezkręgowce i larwy.
Sezon lęgowy ma miejsce w sierpniu i wrześniu. Zbadano nieliczne gniazda tego gatunku, były one zbudowane z ciemnych włókien roślinnych, korzonków i mchów (czasem ze zwisającym „ogonem”), wyścielone korzonkami epifitów. Gniazda znajdowały się na wysokości 1–1,65 m nad ziemią, w rozwidleniu gałęzi smukłych drzewek. W zniesieniu dwa ciemnobrązowe jaja z ciemniejszymi plamkami na szerszym końcu.

## Status zagrożenia
W Czerwonej księdze gatunków zagrożonych Międzynarodowej Unii Ochrony Przyrody (IUCN) gatunek został zaliczony do kategorii LC (ang. Least Concern – najmniejszej troski). Gatunek ten ma bardzo duży zasięg, a zatem nie zbliża się do progu zagrożenia na podstawie kryterium wielkości zasięgu. Wielkość populacji nie została określona ilościowo, ale ptak ten opisywany jest jako rzadki i występujący lokalnie. Ze względu na brak dowodów na spadki liczebności bądź istotne zagrożenia dla gatunku BirdLife International uznaje trend liczebności populacji za prawdopodobnie stabilny.